# Manuela Gostner

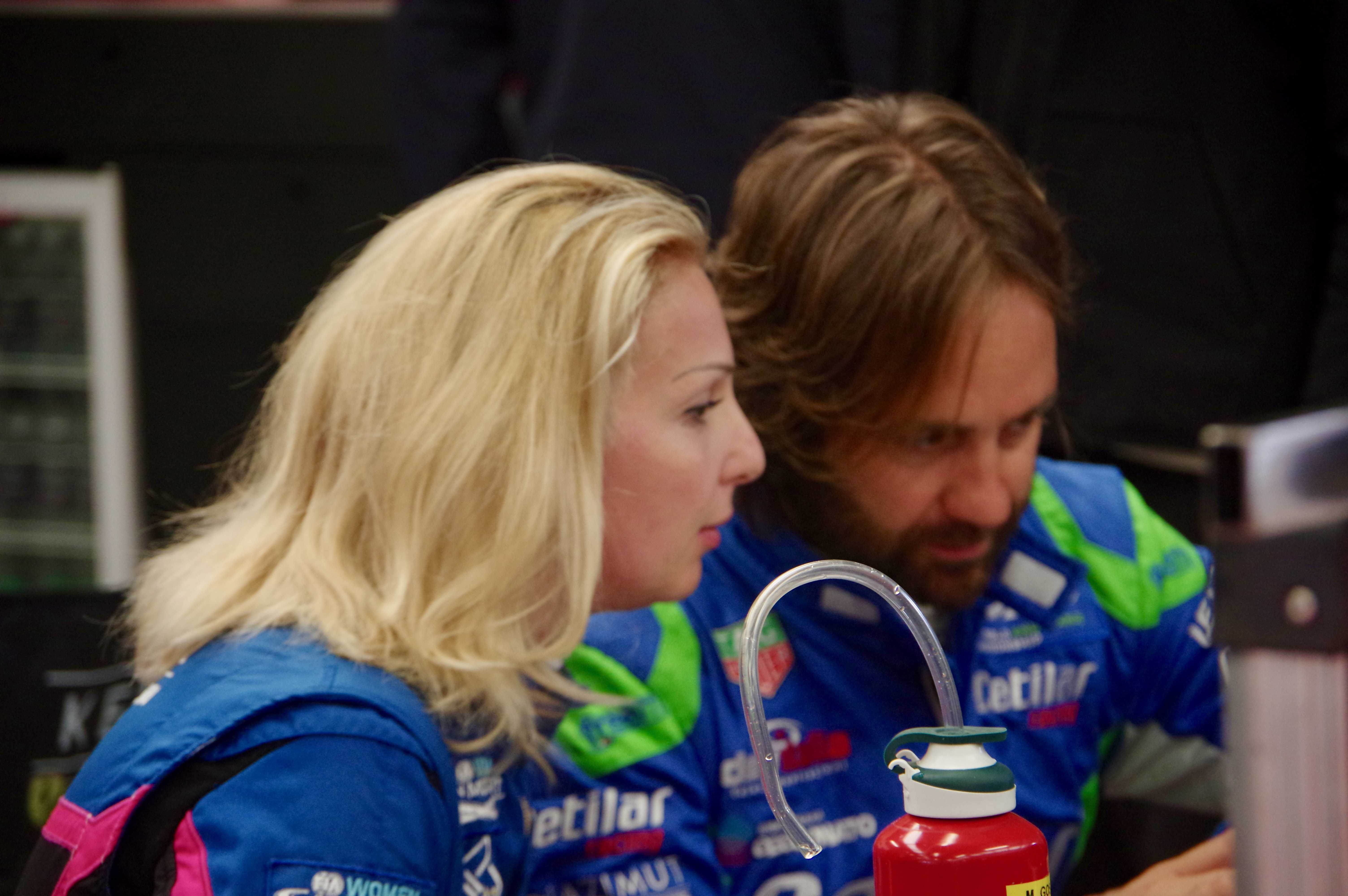
Manuel Gostner 2019 in Silverstone

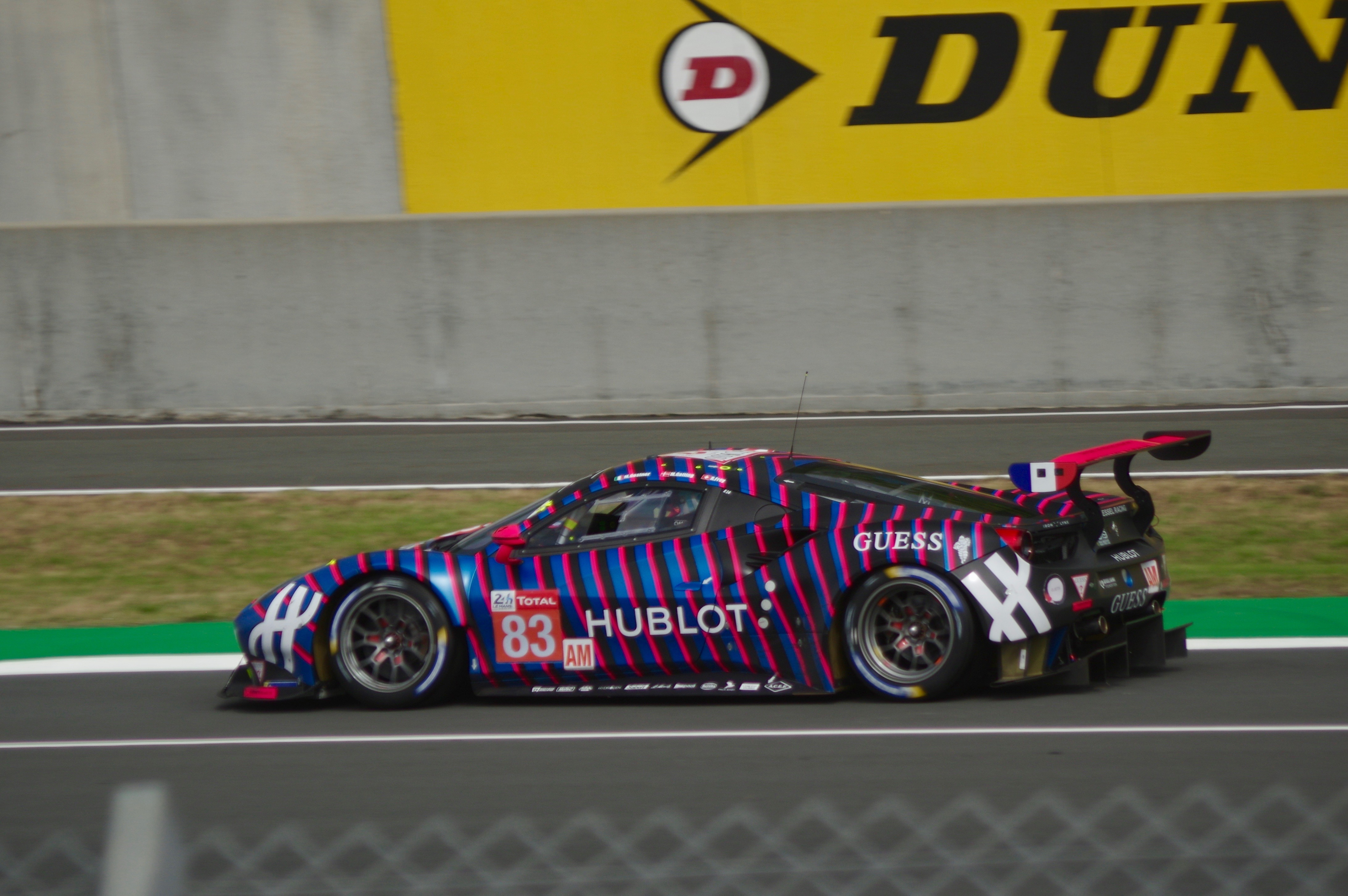
Der Ferrari 488 GTE von Rahel Frey, Michelle Gatting und Manuela Gostner beim 24-Stunden-Rennen von Le Mans 2019

Manuela Gostner (* 19. Mai 1984 in Bozen) ist eine italienische Autorennfahrerin.

## Familie
Manuela Gostner wuchs in Kaltern, einer Südtiroler Gemeinde im Überetsch, auf. Ihr Vater Thomas Gostner ist einer der drei Gostner-Brüder, die 1994 das Energieunternehmen Ener.CO S.r.l. gründeten, das heute als FRI-EL Green Power das größte italienische Privatunternehmen für erneuerbare Energien ist. Außerdem besitzen die Brüder einen 13.200 Hektar großen landwirtschaftlichen Betrieb in Rumänien, der als größter Bio-Bauernhof Europas gilt. Manuela Gostner hat zwei Geschwister, eine Schwester und einen Bruder, und ist die Mutter zweier Töchter. Vor ihrem Engagement im Motorsport war sie eine erfolgreiche Beachvolleyballerin.

## Karriere als Rennfahrerin
Inspiriert und unterstützt von ihrem Vater Thomas und den Geschwistern Corinna Gostner und David, die allesamt in der Ferrari Challenge fuhren, begann auch Manuela Gostner eine Fahrerkarriere im Motorsport. Sie startete ab 2014 ebenfalls in der Ferrari Challenge und 2016 zusätzlich in der italienischen GT-Meisterschaft. 2017 wurde sie auf einem Maserati Gran Turismo MC GT4 Gesamtdritte in der europäischen GT-4-Meisterschaft und ein Jahr später jeweils Dritte beim Europa- und Welt-Finale der Ferrari Challenge.
2019 gab sie ihr Debüt beim 24-Stunden-Rennen von Le Mans und war damit nach Lella Lombardi und Anna Cambiaghi die dritte Italienerin, die bei diesem Langstreckenrennen am Start war. Sie zählte neben Rahel Frey und Michelle Gatting zum von Kessel Racing für dieses Rennen ausgewählten Damentrio. 2020 erreichten die drei Frauen mit dem 34. Gesamtrang ihre bisher beste Platzierung in Le Mans.

## Statistik

### Le-Mans-Ergebnisse
| Jahr | Team          | Fahrzeug            | Teamkollege | Teamkollege      | Platzierung | Ausfallsgrund |
| ---- | ------------- | ------------------- | ----------- | ---------------- | ----------- | ------------- |
| 2019 | Kessel Racing | Ferrari 488 GTE     | Rahel Frey  | Michelle Gatting | Rang 39     |               |
| 2020 | Iron Lynx     | Ferrari 488 GTE Evo | Rahel Frey  | Michelle Gatting | Rang 34     |               |